# Zebrahaai
De zebrahaai (Stegostoma fasciatum) is een vis uit de familie van de zebrahaaien (Stegostomatidae), orde bakerhaaien (Orectolobiformes), die voorkomt in de Grote en Indische Oceaan in een tropisch klimaat. De vis is voornamelijk te vinden in getijdestromen, zeeën, zachtstromend water, rotsachtige wateren, koraalriffen en wateren waarvan de bodem bedekt is met zeegras. De diepte waarop de soort voorkomt is maximaal 63 meter. De zebrahaai kan een maximale lengte bereiken van 235 cm.
De zebrahaai is voor de visserij van beperkt commercieel belang. Wel wordt er op de vis gejaagd in de hengelsport. Voor de mens is de zebrahaai niet geheel ongevaarlijk: de vis is in staat de mens te verwonden.

## Verspreiding
De zebrahaai leeft in tropische wateren in de Indo-Pacifische regio, van Zuid-Afrika via de Rode Zee en de Perzische Golf (inclusief Madagaskar en de Maldiven) naar India, Zuidoost-Azië (waaronder Indonesië, de Filipijnen en Palau) en noordwaarts richting Taiwan en Japan. Hij leeft ook voor de kust van Nieuw-Caledonië, Tonga en Australië.
De zebrahaai houdt zich graag op in de buurt van de bodem van de getijdenzone, tot op een diepte van 63 meter op het continentaal plat. Ze leven in de buurt van koraalriffen en verkiezen een zandige bodem. Er zijn ook ongefundeerde meldingen gemaakt van zebrahaaien die in zoet water zouden leven (in de Filipijnen). Ze leggen zelden grote afstanden af; de grootste bekende migraties gingen over afstanden van 140 kilometer.

## Gedrag en dieet
Gedurende de dag zijn zebrahaaien traag en liggen ze meestal te rusten op de bodem (net zoals verpleegsterhaaien). Soms rusten ze ook door niet met hun volledige buik, maar enkel met hun borstvinnen op de bodem te steunen. Op die manier zouden ze gemakkelijker kunnen ademhalen. Hun favoriete rustlocaties zijn smalle kanalen tussen grotere riffen, waar eventueel een zuurstofrijke waterstroom langs passeert. ’s Nachts worden ze actief en verlaten ze hun rustlocatie om voedsel te zoeken. Het zijn sterke en behendige zwemmers, die zich voortbewegen door middel van “palingachtige golvingen” die ze maken met hun lichaam en hun staart.
De zebrahaai voedt zich voornamelijk met weekdieren, maar eet ook schaaldieren, kleine beenvissen en zeeslangen. Dankzij zijn smalle en flexibele lichaam is hij in staat om zich tussen smalle openingen en spleten in het rif te kronkelen op zoek naar voedsel. Met zijn mond kan hij een sterke zuigkracht creëren om prooien op te nemen.
Zebrahaaien worden zelf ook weleens bejaagd door grotere zeezoogdieren. Bekende parasieten van de zebrahaai zijn lintwormen uit het geslacht Pedibothrium.
Zebrahaaien leven meestal solitair, hoewel soms ook groepen kunnen worden waargenomen van 20 tot 50 dieren. Voor de kust van het zuidoosten van Queensland (Australië) komen jaarlijks zelfs een paar honderd zebrahaaien samen in het ondiepe water. Deze groepen bestaan uit grote volwassen dieren, zowel vrouwtjes als mannetjes. Het doel van deze samenkomsten is nog niet duidelijk. Er werd ook geen paargedrag waargenomen in deze groepen. Men heeft wel waargenomen dat de haaien in deze groepen regelmatig in elkaars vinnen bijten. Hiermee zouden ze hun dominantie ten opzichte van elkaar uitdrukken.

## Voortplanting
Tijdens de balts gaat de mannelijke zebrahaai continu achter een vrouwtje aan zwemmen en hij zal haar geregeld in haar vinnen en haar staart bijten. Ze zullen ook geregeld samen op elkaar op de zeebodem gaan liggen. Soms leidt dit vervolgens tot paring, waarbij het mannetje zijn lichaam rond het vrouwtje krult en een van zijn claspers in de vagina van het vrouwtje brengt. De copulatie duurt twee tot vijf minuten. De zebrahaai is ovipaar, de vrouwtjes leggen eieren met grote en stevige eicapsules van ongeveer 17 centimeter lang, 8 centimeter breed en 5 centimeter dik. De kleur van het ei varieert tussen donkerbruin en paars, en heeft haarachtige vezels langs de zijkanten waarmee het ei aan het (bodem)substraat bevestigd zit. De vrouwtjes kunnen tot 46 eieren per dag leggen, gedurende een periode van 112 dagen. De eieren worden steeds gelegd in groepjes van ongeveer vier stuks. Of voortplantingsgedrag seizoensgebonden is, is voor deze haaiensoort nog onbekend. In gevangenschap werd waargenomen dat zebrahaaien zich ook maagdelijk kunnen voortplanten.
In gevangenschap komen de eieren uit na ongeveer twee tot vier weken. De jongen meten dan ongeveer 20 tot 36 centimeter en hebben in verhouding tot hun lichaam een langere staart dan volwassen dieren. De habitatvoorkeuren van de jongen zijn niet echt duidelijk. Sommige onderzoekers zeggen dat ze meer dan 50 meter diep leven, terwijl anderen zeggen dat ze juist liever in ondiep water zitten. De jongen bezitten een structuur van gekleurde strepen op hun huid waarmee ze effectief potentiële roofdieren kunnen afschrikken. De mannetjes zijn geslachtsrijp wanneer ze 1,5 tot 1,8 meter lang zijn, de vrouwtjes wanneer ze 1,7 meter lang zijn.
Zebrahaaien worden in het wild ongeveer 25 à 30 jaar oud.

## Relatie met mensen
De volgzame en trage zebrahaaien zijn doorgaans niet gevaarlijk voor mensen en kunnen gemakkelijk en veilig onder water worden benaderd. Ze zijn in de regel niet agressief. Agressie werd een enkele keer gemeld: duikers wilden zich door de haai laten voorttrekken door de staart vast te nemen, waarna de haai zich bedreigd voelde en tot bijten overging. Naast dit geval werd in 2008 voor het eerst ook een niet-uitgelokte aanval gemeld, hoewel er geen sprake was van verwondingen. De haaien zijn een populaire attractie voor ecotoeristen en duikers in de Rode Zee, de Maldiven, Thailand, Phuket, Great Barrier Reef en andere. Veel zebrahaaien zijn er gewend geraakt aan de aanwezigheid van mensen en nemen zelfs voedsel op uit de handen van duikers. Zebrahaaien passen zich ook goed aan in gevangenschap en zijn wereldwijd te vinden in aquariumcomplexen waar ze ook regelmatig kweken. In België zijn ze te bezichtigen in Sea Life Blankenberge. In sommige landen worden de jongen zelfs verkocht voor particuliere aquaria, maar de zebrahaai wordt hier in de regel bijna altijd veel te groot voor (meer dan 2 meter lang).
De zebrahaai wordt enigszins bedreigd door de commerciële visserij. Het vlees wordt verkocht voor menselijke consumptie, de lever wordt gebruikt voor het maken van olie, de vinnen voor haaienvinnensoep en het slachtafval wordt verwerkt in vismeel. Ze worden ook bedreigd door de vernietiging van hun leefgebied: de koraalriffen.

## Synoniemen
Voor deze naam bestaan de volgende synoniemen:
- Squalus varius Seba, 1759
- Squalus tigrinus Forster, 1781
- Squalus longicaudus Gmelin, 1789
- Scyllia quinquecornuatum van Hasselt, 1823
- Scyllium heptagonum Rüppell, 1837
- Stegostoma carinatum Blyth, 1847
- Squalus pantherinus Kuhl & van Hasselt, 1852
- Squalus cirrosus Gronow, 1854
- Stegostoma tigrinum naucum Whitley, 1939